# The Flock (film)
Pour les articles homonymes, voir Flock (homonymie).
Pour plus de détails, voir Fiche technique et Distribution.
The Flock est un film américain réalisé par Andrew Lau, sorti en 2007. 
C'est le premier film en anglais d'Andrew Lau, l'un des réalisateurs de la trilogie Infernal Affairs.

## Synopsis
Un agent fédéral méticuleux, en fin de carrière, est responsable de la surveillance d'un groupe de délinquants sexuels. Alors qu'il forme sa jeune remplaçante, une affaire d'enlèvement d'enfant se présente. Une disparition mystérieuse qui pourrait bien avoir un rapport avec l'un des délinquants dont il s'occupe.

## Fiche technique
- Titre : The Flock
- Réalisation : Andrew Lau
- Scénario : Craig Mitchell, Hans Bauer (en)
- Photographie : Enrique Chediak (en)
- Montage : Tracy Adams, Martin Hunter
- Musique : Guy Farley
- Costumes : Deborah Everton
- Producteur : Jeffrey Konvitz, Jenette Kahn, Philippe Martinez, Elie Samaha
- Sociétés de production : Bauer Martinez Studios, Double Nickel Entertainment, Gibraltar Films, Lucky 50 Productions, Templar Films
- Pays de production :  États-Unis
- Langue : Anglais
- Format : Couleur — 35 mm — 2,35:1 — Son : Dolby Digital
- Genre : Film dramatique, Film policier, Thriller
- Durée : 105 minutes
- Dates de sortie :
  - Japon : 4 août 2007
  - États-Unis :  20 mai 2008 (Directement en DVD)

## Distribution
- Richard Gere : Errol Babbage
- Claire Danes : Allison Lowry
- KaDee Strickland : Viola Frye
- Ray Wise : Bobby Stiles
- Russell Sams : Edmund Grooms
- Avril Lavigne : Beatrice Bell